# Ямагиси, Рёко
Рёко Ямагиси (яп. 山岸 凉子 Ямагиси Рё:ко, Ryouko Yamagishi, р. 24 сентября 1947 г.) — мангака, одна из членов «Союза 24 года». В детстве занималась балетом, что нашло отражение во многих её работах. В 1964 году, когда Ямагиси познакомилась с мангой Матико Сатонаки, она тоже решила стать мангакой. Хотя эта идея не нашла одобрения у родителей, в 1966 году Ямагиси приняла участие в конкурсе, организованном журналом Shojo Friend, и вышла в полуфинал. Она попыталась устроиться на работу в издательство Коданся и отправила несколько коротких работ в журнал COM. В 1968, после завершения обучения на Хоккайдо, Ямагиси переехала в Токио и отправила свою мангу Shueisha. В следующем году она дебютировала на профессиональном поприще с историей «left< And >right» (レフトアンドライト) в журнале Ribon. В 1983 году она была награждена премией издательства Kodansha за сёдзё-мангу Hi Izuru Tokorono Tenshi. В 2007 году Ямагиси была также удостоена ежегодной Культурной премией Осаму Тэдзуки за мангу «Maihime Τερψιχόρα» (舞姫（テレプシコーラ）, букв. «Танцующая девушка: Терпсихора»).
В манге Ямагиси зачастую присутствует мистический элемент, хотя её наиболее популярными работами являются Arabesque, посвященная русскому балету, и Hi Izuru Tokorono Tenshi. Её стиль, по мнению Ёсихиро Ёнэдзавы, развивался под влиянием ар-нуво.

## Список работ
- Arabesque (アラベスク)
- Ten-nin Kara Kusa (天人唐草)
- Yo-u-sei-Ou (妖精王) «The Faerie King»
- Banshe] (バンシー泣き女)
- Sphinx　(スピンクス)
- Hi Izuru Tokorono Tenshi (日出処の天子)
- Kyoufu no amaimono ikka (恐怖の甘い物一家)
- Ki Rai Gou (鬼来迎)
- Yasha Gozen (夜叉御前)
- Happyaku Bikuni (八百比丘尼)
- Tokijiku no Kaku no Konomi (時じくの香（かく）の木の実)
- Konohana Sakuya Hime] (木花佐久毘売)
- Tut-ankh-amen (ツタンカーメン)
- Isis (イシス)
- Haku Gan Shi (白眼子)
- Τερψιχόρα (テレプシコーラ)
- Shiroi Heya no Futari (白い部屋のふたり)